# Organisme sans but lucratif
Les expressions organisme sans but lucratif  (OSBL), organisme à but non lucratif ou organisation à but non lucratif  (OBNL) désignent dans la francophonie — notamment au Québec — toute entité dotée de la personnalité morale ou non, publique ou privée, qui n’a pas pour but la recherche de bénéfices pécuniaires à partager entre ses membres.
Dans « un organisme sans but lucratif » (ou « organisme à but non lucratif ») de type associatif, le pouvoir suprême réside dans l'assemblée générale de l'association. La gestion est partagée entre le conseil d'administration et la direction, occupée par un directeur ou dirigeant ou par plusieurs co-dirigeants.
La particularité d'un OSBL ou OBNL est d'assurer que son capital est réinvesti dans ses œuvres et qu'aucun de ses membres ne puisse y puiser pour des fins personnelles. Les travailleurs peuvent y œuvrer bénévolement ou être salariés.
En général, un OSBL qui vend ses services afin d'assurer sa rentabilité, telle une coopérative, fait partie de l'économie sociale.

## Équivalents nationaux
Appellations francophones
- Belgique, Luxembourg et République démocratique du Congo : Association sans but lucratif ou en abrégé « ASBL »
- France : Association loi de 1901
- Québec : Association. Voir également Association à but non lucratif
- Suisse : Association sans but économique

Appellations en langues étrangères
- En anglais : nonprofit organization (NPO)
- En italien : organizzazione non a scopo di lucro
- En espagnol : organización sin ánimo de lucro
- En portugais : organização sem fins lucrativos

## L'importance des OSBL dans l'économie moderne
Dans le cadre de l'État providence, les entreprises ne sont plus les seules à distribuer des revenus aux ménages, les OSBL jouent également un rôle, de plus en plus important, dans le mécanisme de la distribution des revenus. En France, la part des dépenses des seules administrations publiques dans le produit intérieur brut est passée de 33,6 % en 1959 à plus de 46 % en 1982. Dans les années 1930,
la part des revenus de transfert dans le revenu des familles françaises était proche de zéro. Elle en est le quart au début des années 1980 (et ces revenus représentent plus de la moitié des dépenses totales des administrations dans la même période). Cette croissance, sans précédent, du rôle des administrations dans la distribution des revenus provient, essentiellement, de la socialisation (ou la mutualisation) des risques sociaux (essentiellement, le chômage, la famille, la maladie et la vieillesse). Ces derniers ne sont plus supportés (comme autrefois) par l'intéressé uniquement (propriété, épargne) ou par sa famille. Ils sont, à partir du début des années 1940, assurés par des caisses sociales (comme la CNSS) auxquelles les intéressés cotisent selon leurs capacités, mais les dédommagements se font selon les besoins de chacun.
L'augmentation des dépenses des administrations provient également du développement de la technologie : les biens collectifs modernes (ports, aéroports, autoroutes, équipements militaires) sont devenus très coûteux et correspondent à des postes de plus en plus grands dans les budgets des États actuels,.
Enfin, dans les pays avancés, l'intervention de l'État n'est plus considérée comme le premier pas vers " La route de la servitude " pour reprendre l'expression de Friedrich Von Hayek qu'il a utilisée comme titre de l'un de ses ouvrages qui fait l'objet d'un grand débat. Actuellement[Quand ?] le citoyen considère que l'État a le devoir de le défendre contre les inégalités devant l'emploi, l'éducation, la santé, le revenu ou le logement.
Par ailleurs, les dépenses relatives aux guerres sont devenues très coûteuses en termes de préparation, de production des équipements militaires, de dédommagement des soldats et de reconstruction. La guerre froide (1945-1991) entre les États-Unis et l'ex-URSS a poussé les deux parties au conflit à consacrer jusqu'à la moitié de leurs PIB respectifs aux dépenses militaires.